# Władysław Pobojewski

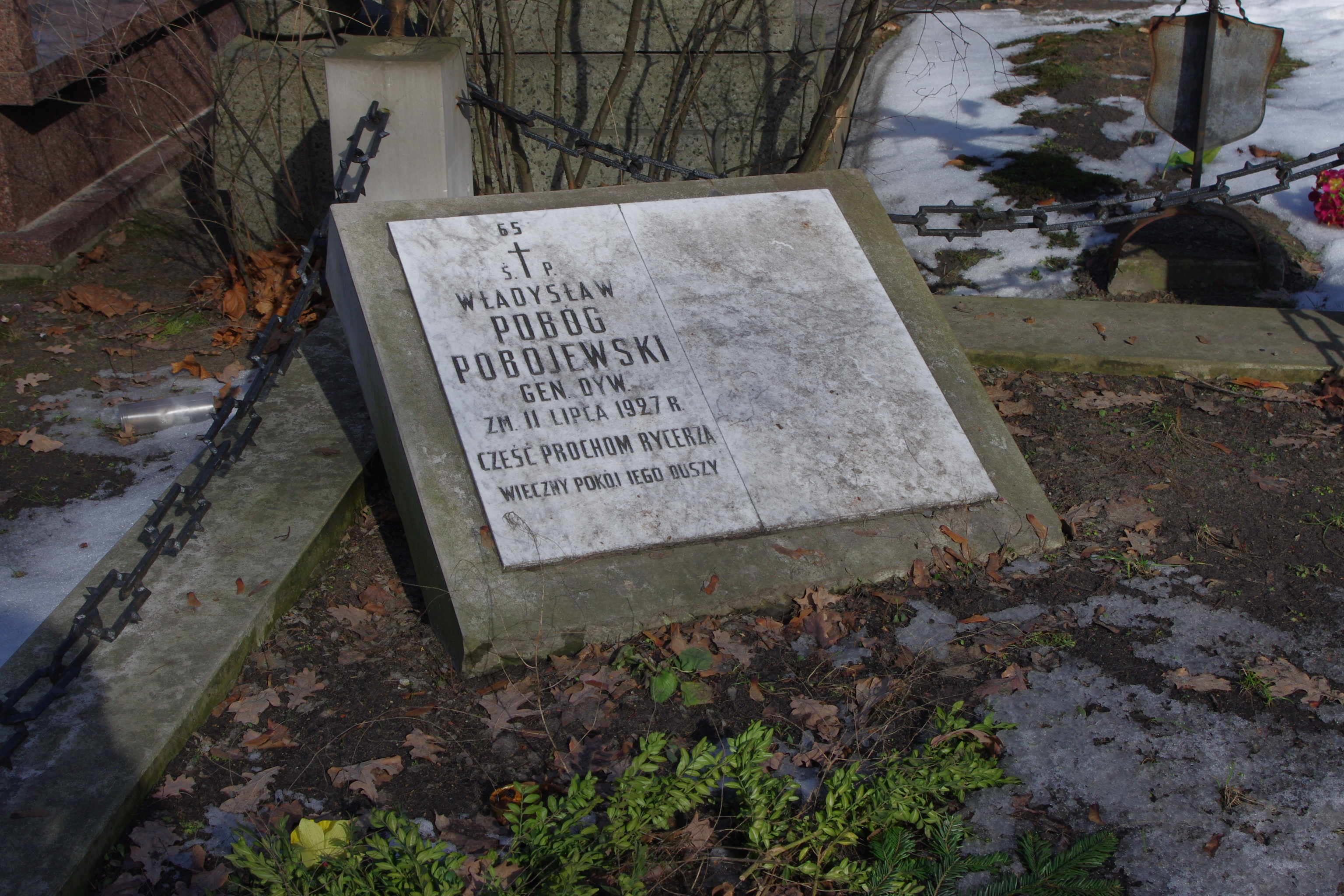
Grób gen. Władysława Pobojewskiego na Wojskowych Powązkach w Warszawie

Władysław Pobojewski (ur. 25 października 1862 w Wilnie, zm. 11 lipca 1927 w Warszawie) – tytularny generał dywizji Wojska Polskiego.

## Życiorys
Urodził się 25 października w Wilnie w rodzinie Franciszka i Aurelii z Kuczkowskich. Po ukończeniu 4 Moskiewskiego Korpusu Kadetów, a następnie 2 Konstantynowskiej Szkoły Wojskowej w Petersburgu, pełnił zawodową służbę wojskową w Armii Imperium Rosyjskiego. W 1915 awansował na generała majora.

### Służba w Wojsku Polskim
10 marca 1919 mianowany został dowódcą Okręgu Wojskowego Białystok. Od 25 lutego do 30 lipca 1920 dowodził XXVIII Brygadą Piechoty, a od 5 sierpnia do 14 października 1920 południowym odcinkiem obrony Warszawy. 1 maja 1920 zatwierdzony został w stopniu generała podporucznika z dniem 1 kwietnia 1920. Z dniem 1 kwietnia 1921 przeniesiony został w stan spoczynku, w stopniu generała podporucznika. 14 października 1920 skierowany ze Stacji Zbornej Oficerów w Warszawie do Centralnej Komisji Kontroli Stanów przy MSWojsk. 31 grudnia 1921 skreślony został z listy oficerów WP na podstawie orzeczenia Oficerskiego Trybunału Orzekającego. Dekretem z 18 lutego 1922 Naczelnik Państwa i Naczelny Wódz anulował swój poprzedni dekret o skreśleniu generała z listy oficerów WP. Podstawą anulacji dekretu było korzystne dla generała orzeczenie OTO z dnia 27 stycznia 1922. 26 października 1923 Prezydent RP zatwierdził go w stopniu tytularnego generała dywizji.
Na emeryturze mieszkał w Warszawie i tam zmarł 11 lipca 1927. Pochowany na cmentarzu Powązki Wojskowe w Warszawie (kwatera B18-6-1/2).

## Awanse
- podporucznik (Подпоручик) 1894
- podpułkownik (Подполковник) – 1904
- pułkownik (Полковник) – 1906
- generał brygady (Генерал-майор) – 1915
- tytularny generał dywizji – 26 października 1923 ze starszeństwem z dniem 1 czerwca 1919

## Ordery i odznaczenia
- Krzyż Walecznych (1921)[9]

## Życie prywatne
Był żonaty. Miał dwoje dzieci.